# ナターシャ・オキーフ
ナターシャ・オキーフ（Natasha Dervill O'Keeffe、1986年12月1日 - ）は、イングランドの舞台・テレビ・映画女優である。 ブライトン出身。イギリスのテレビシリーズ『Misfits/ミスフィッツ-俺たちエスパー!』のアビー役、ITVのテレビシリーズ『ジキルとハイド』のフェドーラ役、『SHERLOCK』の元日スペシャル『忌まわしき花嫁』でのエミリア・リコレッティ役などで知られている。

## 俳優活動以前
南ロンドンのトゥーティングで育ち、ウェールズ国立音楽・演劇大学に通って指導を受け、いくつかの舞台作品に出演した。

## 俳優としての活動歴
オキーフの最初の活動は、2008年の『フォーリング・ダウン』のミュージックビデオで、一夜公演やドラッグを楽しむロイヤル・ファミリーのメンバーを演じることだった。このミュージックビデオは、オアシス解散前最後のシングルのために撮影されたものである。同じ年に、彼女は長編映画"Abraham's Point"にも出演している。
2010年・2012年には、BBC Threeのドラマシリーズ『Lip Service』で、2シーズンにわたりサディー役を演じている。この作品は、スコットランド・グラスゴーに住む、レズビアンたちの生活を描いたものである。2012年・2013年には、E4のコメディ・ドラマ『Misfits/ミスフィッツ-俺たちエスパー!』の最終2シーズンで、主要人物のアビー・スミス (en) を演じている。この作品は、ロンドンでコミュニティ・サービスに携わる不良たちが、ひょんなことから超能力を身につける筋書きである。
2013年には、『ロー&オーダー UK』（ロー&オーダーの英国版）と『ピーキー・ブラインダーズ』の2本のテレビドラマに出演したほか、長編映画『フィルス』、『スヴェンガリ』にも出演している。
2015年には、ITVのテレビシリーズ『ジキルとハイド』で、主人公の敵と恋仲にあるフェドーラ役を演じた。
2016年には、『SHERLOCK』のスペシャル『SHERLOCK/シャーロック 忌まわしき花嫁』に出演し、タイトルロールである「忌まわしき花嫁」のエミリア・リコレッティを演じた。

## 出演作品

### 映画
| 年   | 邦題 訳題                           | 役名       | 備考             |
| ---- | ----------------------------------- | ---------- | ---------------- |
| 2008 | Abraham's Point                     | サラ       |                  |
| 2013 | A Little Place Off the Edgware Road | 妻         | ショートフィルム |
| 2013 | スヴェンガリ Svengali               | ナターシャ |                  |
| 2013 | フィルス Filth                      | アンナ     |                  |

### テレビ
| 年        | 邦題 訳題                                                           | 役名                                  | 備考                                              |
| --------- | ------------------------------------------------------------------- | ------------------------------------- | ------------------------------------------------- |
| 2010 – 12 | リップ・サービス Lip Service                                        | サディー・アンダーソン Sadie Anderson | 10話                                              |
| 2012 – 13 | Misfits/ミスフィッツ-俺たちエスパー! Misfits                        | アビー・スミス Abbey Smith            | シリーズ 4-5 (メインキャラクター; 11話)           |
| 2013      | ロー&オーダー UK Law & Order: UK                                    | コニー・モラン Connie Moran           | 1話                                               |
| 2013      | ピーキー・ブラインダーズ Peaky Blinders                             | リジー・スターク Lizzie Stark         | シーズン1 エピソード4, シーズン2 エピソード1-2, 4 |
| 2015      | ジキルとハイド Jekyll and Hyde                                      | フェドーラ                            |                                                   |
| 2016      | SHERLOCK/シャーロック 忌まわしき花嫁 Sherlock: The Abominable Bride | エミリア・リコレッティ                | メイン・ゲストキャラクター                        |
| 2023      | ホイール・オブ・タイム The Wheel of Time                            | セリーン                              | リカーリング                                      |